# Ernst Esmarch
Johann Philipp Ernst Esmarch (* 8. Juli 1794 in Holtenau; † 2. Februar 1875 in Segeberg) war ein deutscher Jurist und Bürgermeister von Bad Segeberg.

## Ausbildung
Ernst Esmarch war ein Sohn von Christian Hieronymus Esmarch und dessen zweiter Ehefrau Friederike, geborene Niemann. Er bekam zunächst Unterricht von einem Hauslehrer und besuchte ab dem Herbst 1811 die Gelehrtenschule in Husum. Ab dem Sommersemester 1813 studierte er Jura an der Universität Kiel und verbrachte viel Zeit bei seinem Onkel August Christian Niemann. Im Herbst 1814 wechselte er, wie bereits sein Bruder Heinrich Carl, an die Universität Heidelberg, an der er zwei Semester blieb. Hier besuchte er oftmals seinen Taufpaten Johann Heinrich Voß.
Im Herbst 1815 wechselte Esmarch zur Examensvorbereitung erneut nach Kiel. 1816 später bestand er die Examensprüfung am Gottorfer Obergericht. Sein Bruder verhalf ihm zu einer Stelle bei der Schleswig-Holstein-Lauenburgischen Kanzlei in Kopenhagen, wo er vier Jahre arbeitete. Esmarch wollte heiraten und daher selbstständig tätig werden. Er bewarb sich erfolglos in Friedrichstadt. Stattdessen trat er mit der Amtseinführung am 27. November 1820 das Amt des Bürgermeisters und Stadtsekretärs von Segeberg an.

## Wirken als Bürgermeister von Segeberg
Wenige Monate vor Esmarchs Amtsübernahme hatte sich Segeberg durch die Eingemeindung Gieschenhagens hinsichtlich Größe und Einwohnerzahl mehr als verdoppelt. Die Stadt florierte seitdem, was die Bürger insbesondere als Verdienst Esmarchs ansahen. Dies ist Ehrungen, die er zur Silberhochzeit und zum 25-jährigen Dienstjubiläum bekam, zu entnehmen. Die wichtigsten Projekte, die Esmarch begleitete, waren:
- 1825: Neubau der Schule
- 1826: Einführung der Schulreform von 1814
- 1826: Gründung einer Druckerei und des „Segeberger Wochenblattes“
- 1826/27: Neubau des Rathauses
- 1827: Gründung der Segeberger Spar- und Leihkasse. Von 1827 bis 1855 hatte Esmarch mit einer kurzzeitigen Unterbrechung einen Sitz im Vorstand.
- 1839: Gründung des Schullehrerseminars, dessen wissenschaftliche Verwaltung er leitete. Er gehörte anfangs der führenden Direktion an. 1844 wurde die Leitung neu organisiert und Esmarch der ökonomische Vorsteher.

Esmarch arbeitete darüber hinaus als Gerichtshalter mehrerer holsteinischer Güter und ab 1844 als Notar. Der König ernannte ihn 1836 zum Justizrat. Bei Ausbruch der Schleswig-Holsteinischen Erhebung positionierten sich Esmarch und der Segeberger Rat sofort auf der deutschen Seite. Esmarch erhielt ein Mandat für die Schleswig-Holsteinische Landesversammlung.

## Wirken nach der Schleswig-Holsteinischen Erhebung
Nachdem die dänische Herrschaft wieder eingesetzt worden war, verweigerte die neue Regierung Esmarch, erneut als Bürgermeister und Stadtsekretär tätig zu werden. Als Grund hierfür gab sie an, dass Esmarch die Verantwortung dafür trage, dass einige dänische Offiziere, die während der Erhebung in Segeberg inhaftiert worden waren, nicht korrekt behandelt worden seien. Gleichzeitig widersprach sie einer förmlichen Untersuchung der Vorwürfe. Esmarch konnte sich somit nicht verteidigen und fühlte sich daher über viele Jahre in seiner Ehre gekränkt.
Esmarch arbeitete danach weiterhin als Gerichtshalter der Güter und Seminarsvorsteher. Ab 1856 wirkte er auch als Direktor der Allgemeinen Schullehrerwitwenkasse. Im Folgejahr wurde er Geschäftsführer einer Schulbuchhandlung, die dem Seminar angeschlossen war. Als 1867 Justiz und Verwaltung nach der Annexion der Herzogtümer durch Preußen neu festgelegt wurden, schied er aus allen Ämtern aus. Die Regierung Preußens genehmigte ihm ein Jahr später eine großzügige Pension für alle Dienstjahre, womit sie ihn offiziell rehabilitierte. Zusätzlich verlieh sie ihm den Roten Adlerorden 4. Klasse. Zur Goldhochzeit 1871 machte ihn die Stadt zum Ehrenbürger.

## Familie
Esmarch heiratete am 14. Februar in Husum Elsabe Woldsen (* 8. Februar 1795 in Husum; † 28. November 1873 in Schleswig). Esmarch kannte Woldsen seit der Schulzeit in Husum. Beide hatten sich 1818 verlobt. Der Vater seiner Gattin namens Simon Woldsen (1754–1820) arbeitete als Kaufmann und Senator in Husum und war verheiratet mit Magdalena, geborene Feddersen (1766–1854).
Das Ehepaar Esmarch hatte sechs Töchter und drei Söhne. Der Sohn Ernst (1821–1908) arbeitete als Jurist in Eutin. Die Tochter Constanze (1825–1865) wurde die erste Ehefrau Theodor Storms. Die Tochter Charlotte (1834–1910) heiratete Storms Bruder Aemil (1833–1897), der als Arzt in Husum wirkte.